# 신화구 (핑딩산시)
신화구(한국어: 신화구, 중국어: 新华区, 병음: Xīnhuá Qū)은 중화인민공화국 허난성 핑딩산 시의 현급 행정구역이다. 넓이는 157km2이고, 인구는 2007년 기준으로 390,000명이다.

## 기후
연평균 기온은 15.0℃이고 1월 평균기온은 1.2℃, 7월 평균기온은 27.6℃이다. 무상일수는 228일이고 연일조시간은 2061시간이다.

## 행정 구역
10개 가도, 2개 진을 관할한다.
- 가도: 曙光街街道, 光明路街道, 中兴路街道, 矿工路街道, 西市场街道, 新新街街道, 青石山街道, 湛河北路街道, 湖滨路街道, 西高皇街道.
- 진: 焦店镇, 滍阳镇.